# Ральф Енджелл
Ральф Норман Енджелл (англ. Ralph Norman Angell; нар. 26 грудня 1872 — пом. 7 жовтня 1967) — журналіст, письменник, лектор, громадський і політичний діяч, член британського парламенту від Лейбористської партії у 1929–1931 рр., лауреат Нобелівської премії миру 1933 року.
У 1903 році видав книгу «Патріотизм під трьома прапорами: на захист раціоналізму у політиці». У 1909 році видана його «Європейська ілюзія» (про економічні причини війни).
Наступна книга «Велика ілюзія» у 1910 році стала знаменитою і була переведена на 25 мов. У ній Енджелл викривав міф про економічне процвітання у результаті війни.
Під час Першої світової війни у 1914 році організував з Рамсеєм Макдональдом і Ч. Тревельяном Союз демократичного контролю для громадського контролю за зовнішньою політикою британського уряду.
Заснував рух «Проти голоду» для допомоги дітям Центральної Європи.
Був проти політики Невілла Чемберлена по умиротворенню Гітлера.